# Tveitite-(Y)
La tveitite-(Y) è un minerale conosciuto fino al 1987 come tveitite.